# دونالد نجوما
دونالد نجوما (بالإنجليزية: Donald Ngoma)‏ (4 فبراير 1989 بزيمبابوي - ) هو لاعب كرة قدم زيمبابوي في مركز الهجوم. لعب مع نادي يانغ أفريكانز.

## روابط خارجية
- دونالد نجوما على موقع قاعدة بيانات كرة القدم.إي يو (الإنجليزية)
- دونالد نجوما على موقع Soccerway.com (الإنجليزية)